# Linyphia triangularoides
Linyphia triangularoides är en spindelart som beskrevs av Schenkel 1936. Linyphia triangularoides ingår i släktet Linyphia och familjen täckvävarspindlar. Inga underarter finns listade i Catalogue of Life.